# Radio Bilbao
A Radio Bilbao é uma emissora de rádio da cidade de Bilbau, a capital da província de Biscaia, e do País Basco, que é uma das 17 comunidades autônomas da Espanha. Foi fundada em 31 de outubro de 1933, como Radio Emisora Bilbaína. Ela foi inaugurada às 19 horas, com o discurso de Diego Martínez Barrio, na época presidente do governo da Espanha. Logo no primeiro dia de transmissão, quando o prefeito de Bilbau, Ernesto Ercoreca, o equipamento quebrou. No entanto, esse problema não impediria o sucesso da Radio Bilbao, nome que foi adotado em 1939 e que hoje pertence ao Grupo PRISA, um dos grupos mais importantes da Europa, em que um dos meios de comunicação mais importantes são o jornal El País e a rede de emissoras de rádio Cadena SER, da qual a Radio Bilbao faz parte.

## Cronologia
- 1931 - No dia 31 de outubro, nasce a Radio Emisora Bilbaína. Em 1939, adota o nome de Radio Bilbao, que perece até os dias de hoje.
- 1943 - A SER (Sociedade Espanhola de Radiodifusão) compra a Radio Bilbao.
- 1949 - Eduardo Ruiz de Velasco é nomeado diretor. Permanece no cargo por 40 anos.
- 1951 - A Radio Bilbao organiza a sua primeira tourada.
- 1964 - Radio Bilbao é transferida para o Parque de Natal.
- 1965 - Nasce os programas 89,5 e Top 40, com Cuno Cuestos e Esther Ruiz de Azúa.
- 1983 - Depois das inundações, a rádio completa seus 50 anos.
- 1984 - Nasce o programa El Tximbo Loco, que permaneceu 17 verões no ar.
- 2003 - A Radio Bilbao começa suas transmissões em 93,2 MHz FM.